# 和歌山県の灯台一覧
和歌山県の灯台一覧（わかやまけんのとうだいいちらん）は、和歌山県にある灯台及び、照射灯、灯標などの光波標識をまとめた一覧である。

## 灯台
- 潮岬灯台 和歌山県東牟婁郡串本町（潮岬）

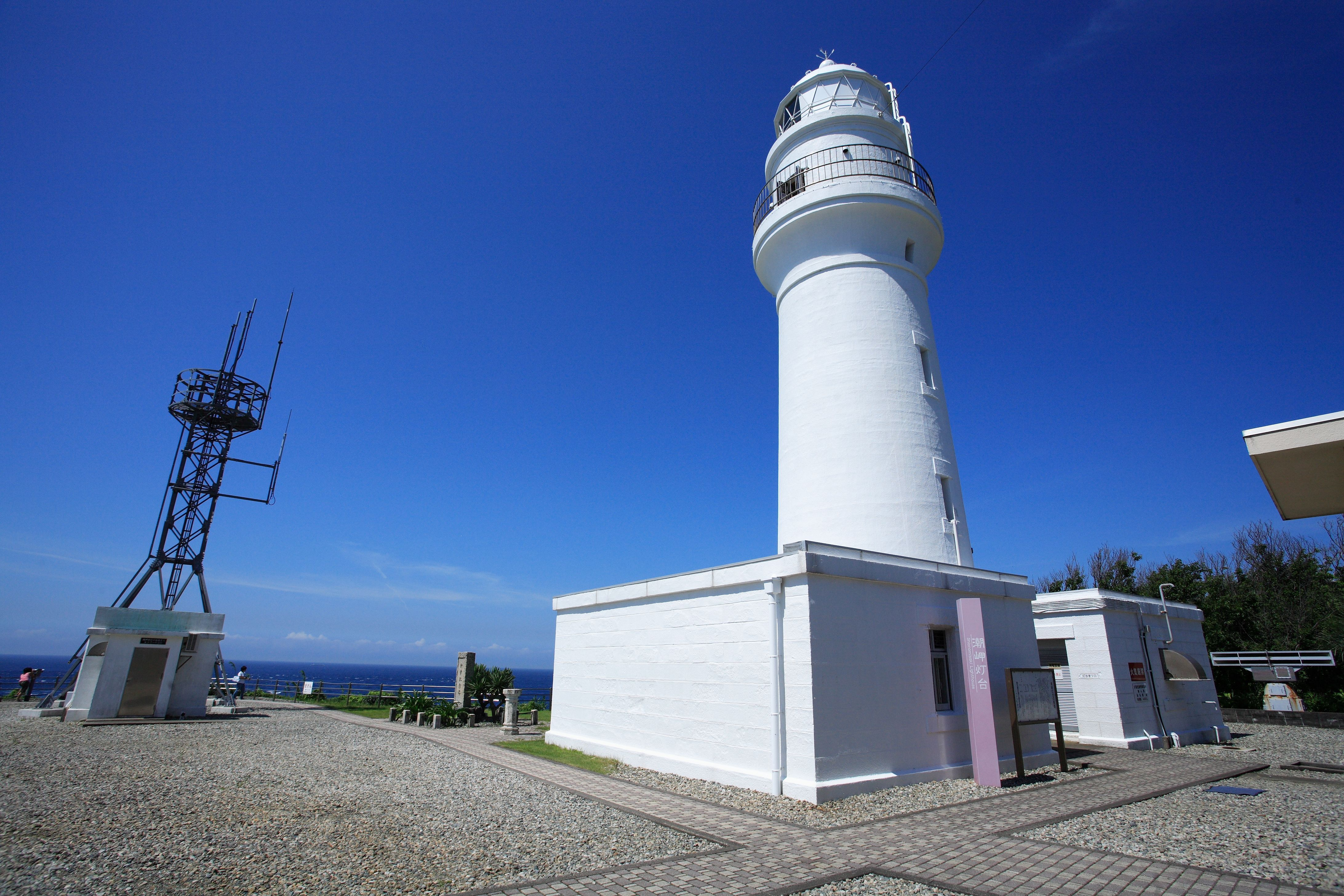
潮岬灯台

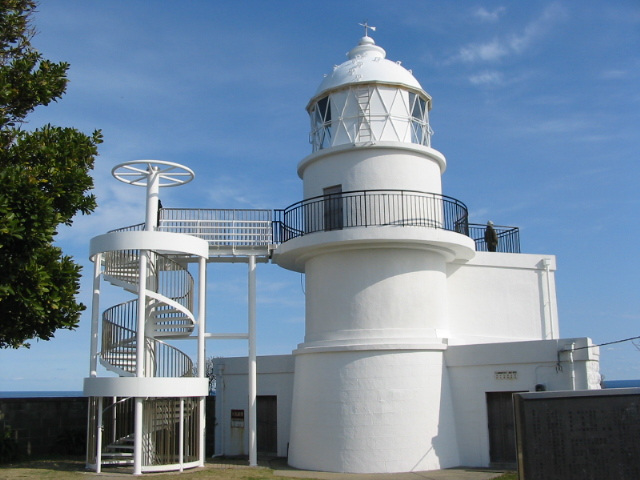
樫野埼灯台

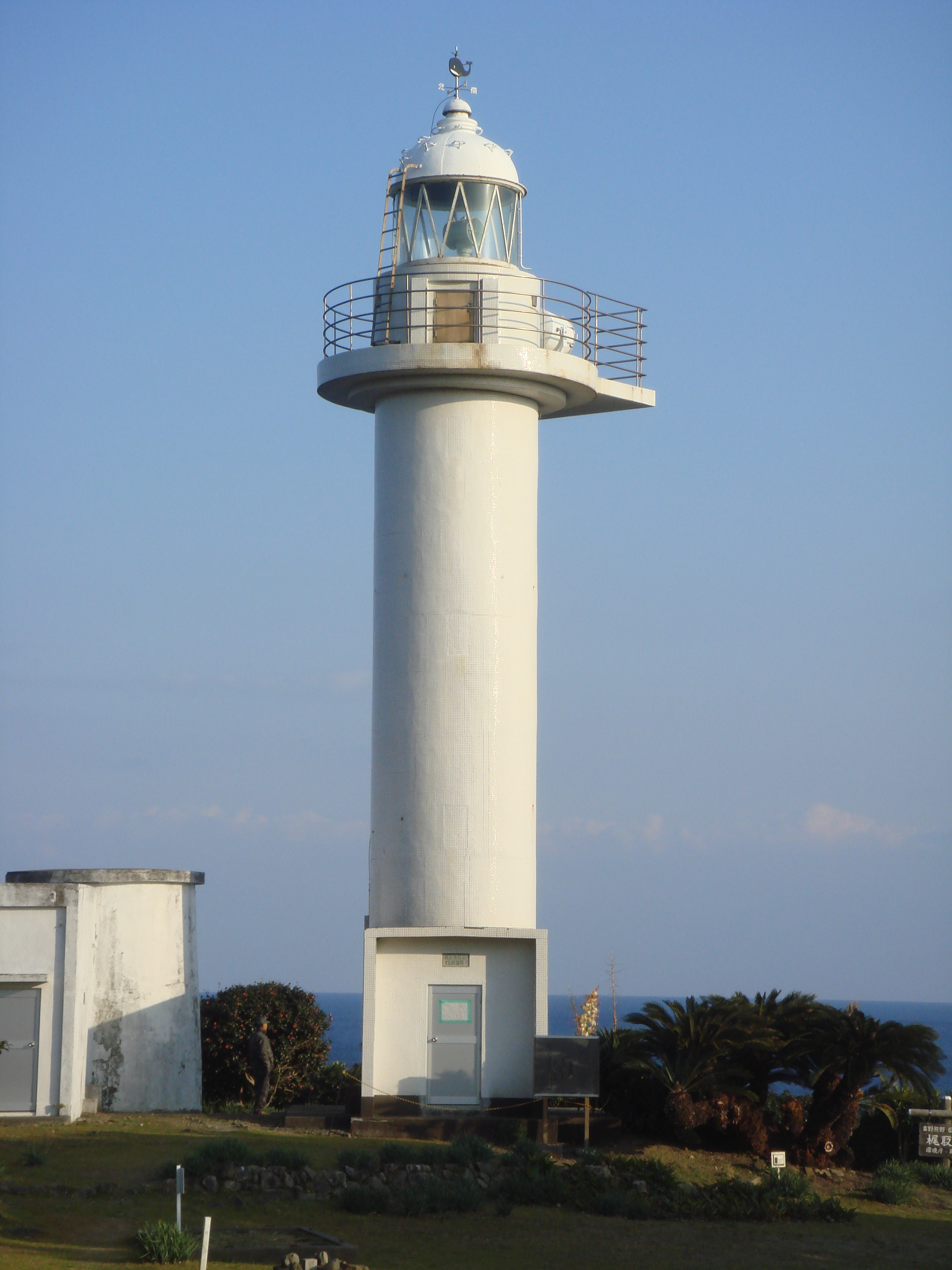
梶取埼灯台

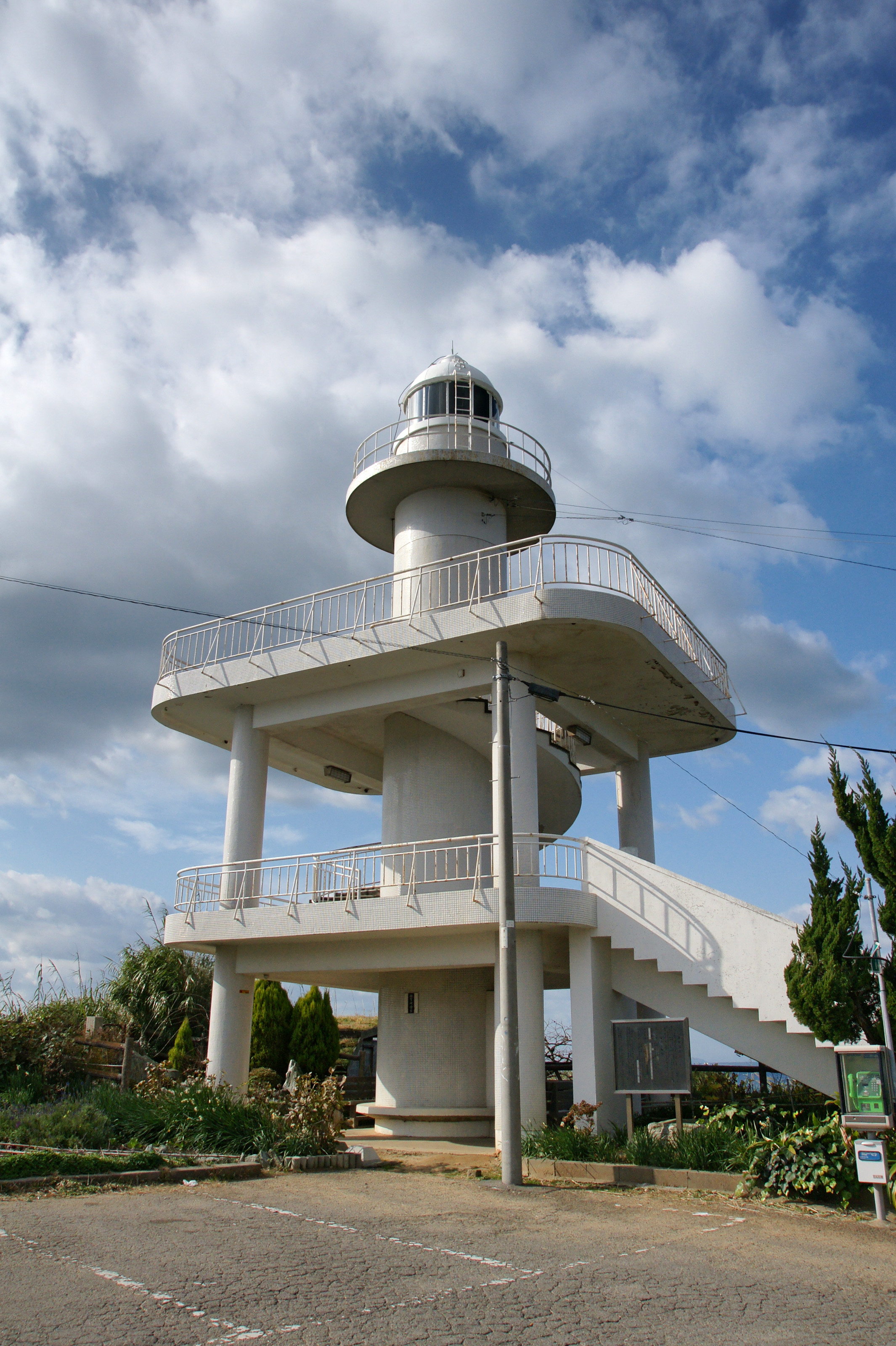
雑賀埼灯台

- ツブネ鼻灯台 和歌山県海草郡下津町（ツブネ鼻）
- 宇久井駒埼灯台 和歌山県東牟婁郡那智勝浦町（駒埼）
- 宇久井港口灯台 和歌山県東牟婁郡那智勝浦町（宇久井駒埼灯台の北北西方約300メートル）
- 鵜島灯台 和歌山県西牟婁郡串本町（鵜島）
- 浦神港口灯台 和歌山県東牟婁郡那智勝浦町（磯埼）
- 下津沖ノ島灯台 和歌山県有田市（沖ノ島）
- 樫野埼灯台 和歌山県東牟婁郡串本町（樫野埼）
- 梶取埼港灯台 和歌山県東牟婁郡太地町（梶取埼）
- 梶取埼灯台 和歌山県東牟婁郡太地町（梶取埼）
- 丸山灯台 和歌山県田辺港（丸山東端）
- 紀伊宮崎ノ鼻灯台 和歌山県有田市（宮崎ノ鼻）
- 紀伊勝浦漁港突堤灯台 和歌山県勝浦港（勝浦漁港突堤外端）
- 紀伊勝浦港ケタノ鼻灯台 和歌山県勝浦港（中島ケタノ鼻）
- 紀伊勝浦港乙島灯台 和歌山県勝浦港（乙島）
- 紀伊日ノ御埼灯台 和歌山県日高郡美浜町（日ノ御埼）
- 串本トウジロ鼻灯台 和歌山県西牟婁郡串本町（大島）
- 古座川口灯台 和歌山県東牟婁郡古座町（樫野埼灯台の北西方約5.6キロメートル）
- 戸島埼灯台 和歌山県西牟婁郡串本町（大島戸島埼）
- 御坊鰹島灯台 和歌山県御坊市（鰹島）[1]
- 江須埼灯台 和歌山県西牟婁郡すさみ町（江須埼）
- 雑賀崎灯台 和歌山県和歌山市（雑賀崎）
- 四双島灯台 和歌山県西牟婁郡白浜町（四双島）
- 市江埼灯台 和歌山県西牟婁郡日置川町（市江埼）
- 周参見港稲積島灯台 和歌山県西牟婁郡すさみ町（稲積島）
- 大平石灯台 和歌山県東牟婁郡那智勝浦町（大平石）
- 地ノ島灯台 和歌山県和歌山市（藻埼）
- 田倉埼灯台 和歌山県和歌山市（田倉埼）
- 田辺沖ノ島灯台 和歌山県田辺市（沖ノ島）
- 那智勝浦鰹島灯台 和歌山県東牟婁郡太地町（鰹島）
- 日置港灯台 和歌山県西牟婁郡日置川町（安宅埼の北方約1.0キロメートル）
- 番所鼻灯台 和歌山県西牟婁郡白浜町（番所鼻）
- 苗我島灯台 和歌山県西牟婁郡串本町（苗我島）
- 友ヶ島灯台 和歌山県和歌山市（鯉突ノ鼻）

## 防波堤灯台
- 湯浅広港築港防波堤灯台 和歌山県湯浅広港（築港防波堤外端）
- 阿尾港沖防波堤東灯台 和歌山県日高郡日高町（阿尾港沖防波堤北東端）
- 阿尾港沖防波堤灯台 和歌山県日高郡日高町（阿尾港沖防波堤北東端）
- 阿尾港東防波堤灯台 和歌山県日高郡日高町（阿尾港東防波堤外端）
- 逢井港西防波堤灯台 和歌山県有田市（逢井港西防波堤外端）
- 衣奈港A防波堤灯台 和歌山県日高郡由良町（衣奈港A防波堤外端）
- 印南港横島防波堤灯台 和歌山県日高郡印南町（印南港横島防波堤外端）
- 印南港東防波堤灯台 和歌山県日高郡印南町（印南港東防波堤外端）
- 下津釜ノ下防波堤灯台 和歌山県和歌山下津港下津区（釜ノ下防波堤外端）
- 下津牛ヶ首防波堤灯台 和歌山県和歌山下津港下津区（牛ヶ首防波堤外端）
- 下津西ノ浦防波堤灯台 和歌山県和歌山下津港下津区（西ノ浦防波堤外端）
- 下津大崎浦防波堤灯台 和歌山県和歌山下津港下津区（大崎浦防波堤外端）
- 下田原港南防波堤灯台 和歌山県東牟婁郡古座町（下田原港南防波堤外端）
- 加太港第一防波堤灯台 和歌山県和歌山市（加太港第一防波堤外端）
- 加太港第三防波堤灯台 和歌山県和歌山市（加太港第三防波堤外端）
- 海南南防波堤灯台 和歌山県和歌山下津港海南区内（海南南防波堤外端）
- 海南北防波堤灯台 和歌山県和歌山下津港海南区（海南北防波堤外端）
- 樫野港防波堤灯台 和歌山県西牟婁郡串本町（樫野港防波堤外端）
- 紀伊塩屋港南防波堤灯台 和歌山県御坊市（塩屋港南防波堤外端）
- 紀伊堺港西防波堤灯台 和歌山県日高郡みなべ町（堺港西防波堤外端）
- 紀伊大島漁港東防波堤灯台 和歌山県串本港（大島漁港東防波堤外端）
- 紀伊大島港南防波堤灯台 和歌山県西牟婁郡串本町（大島港南防波堤外端）
- 紀伊田ノ浦港沖防波堤Ａ東灯台 和歌山県和歌山下津港（田ノ浦沖防波堤Ａ東端）
- 紀伊由良港一のハイ防波堤灯台 和歌山県日高郡日高町（由良港一のハイ防波堤北端)
- 紀伊由良港一のハイ防波堤北灯台 和歌山県日高郡日高町（由良港一のハイ防波堤北端）
- 串本港南防波堤灯台 和歌山県串本港（南防波堤外端）
- 串本港北防波堤灯台 和歌山県串本港（北防波堤外端）
- 串本新港南防波堤灯台 和歌山県串本港（新港南防波堤外端）
- 見老津港東沖防波堤西灯台 和歌山県西牟婁郡すさみ町（見老津港東沖防波堤西端）
- 戸坂港北防波堤灯台 和歌山県和歌山下津港海南区（戸坂港北防波堤外端）
- 周参見港西防波堤灯台 和歌山県西牟婁郡すさみ町（周参見港西防波堤外端）
- 新宮港南防波堤灯台 和歌山県新宮港（南防波堤外端）
- 新宮港北防波堤北灯台 和歌山県新宮港（北防波堤北端）
- 須賀港防波堤灯台 和歌山県西牟婁郡串本町（須賀港防波堤外端）
- 須江港沖東防波堤灯台 和歌山県西牟婁郡串本町（須江港沖東防波堤外端）
- 栖原港西防波堤灯台 和歌山県有田郡湯浅町（栖原港西防波堤外端）
- 太地港北防波堤灯台 和歌山県東牟婁郡太地町（太地港北防波堤外端）
- 田辺港江川西防波堤灯台 和歌山県田辺港（江川西防波堤外端）
- 田辺港江川東防波堤灯台 和歌山県田辺港（江川東防波堤外端）
- 田辺港新文里西防波堤灯台 和歌山県田辺港第１区（西防波堤外端）
- 田辺港跡ノ浦防波堤灯台 和歌山県田辺港第１区（跡ノ浦防波堤外端）
- 田辺港文里第二防波堤灯台 和歌山県田辺港第１区（文里第二防波堤外端）
- 田辺港湊西防波堤灯台 和歌山県田辺港第２区（湊西防波堤外端）
- 唐尾港北防波堤灯台 和歌山県有田郡広川町（唐尾港北防波堤外端）
- 湯浅広港広第二防波堤灯台 和歌山県湯浅港広港（広第二防波堤外端）
- 湯浅広港築港防波堤灯台 和歌山県湯浅広港（築港防波堤外端）
- 日高港西防波堤灯台 和歌山県日高港（日高港西防波堤外端）
- 芳養港牛ノ鼻防波堤灯台 和歌山県田辺市（芳養港牛ノ鼻防波堤外端）
- 有田港東防波堤灯台 和歌山県西牟婁郡串本町（有田港東防波堤外端）
- 有田箕島北防波堤灯台 和歌山県和歌山下津港有田区（箕島北防波堤灯台外端）
- 和歌浦漁港西防波堤灯台 和歌山県和歌山下津港外港（和歌浦漁港西防波堤外端）
- 和歌山下津港雑賀崎西防波堤灯台 和歌山県和歌山下津港外港（雑賀埼西防波堤外端）
- 和歌山外防波堤仮設灯台 和歌山県和歌山下津港和歌山区（外防波堤外端）
- 和歌山青岸北防波堤灯台 和歌山県和歌山下津港外港（青岸北防波堤外端）
- 和歌山南防波堤灯台 和歌山県和歌山下津港和歌山区（南防波堤外端）
- 和歌山北港西防波堤灯台 和歌山県和歌山下津港和歌山区（北港西防波堤外端）
- 和歌山北港北防波堤灯台 和歌山県和歌山下津港和歌山区（北港北防波堤外端）
- 和歌山北防波堤灯台 和歌山県和歌山下津港和歌山区（北防波堤外端）

## 照射灯
- ツブネ鼻梶取根照射灯 和歌山県海南市（ツブネ鼻灯台）
- 梶取埼ナミノリ礁照射灯 和歌山県東牟婁郡太地町（梶取埼灯台）
- 串本トウジロ鼻西方照射灯 和歌山県東牟婁郡串本町（串本トウジロ鼻灯台）
- 太地港北防波堤南方照射灯 和歌山県東牟婁郡太地町（太地港北防波堤灯台）
- 潮岬米粒岩照射灯 和歌山県西牟婁郡串本町（潮岬）
- 田倉埼北方照射灯 和歌山県和歌山市（田倉埼灯台）
- 和深埼三ツ石照射灯 和歌山県西牟婁郡すさみ町（和深埼）

## 灯浮標
- 海南第1号灯浮標 和歌山県和歌山下津港外港（雑賀埼灯台の南南東方約5.0キロメートル）
- 海南第2号灯浮標 和歌山県和歌山下津港外港（雑賀埼灯台の南南東方約5.2キロメートル）
- 海南第3号灯浮標 和歌山県和歌山下津港海南区（雑賀埼灯台の南南東方約5.4キロメートル）
- 海南第4号灯浮標 和歌山県和歌山下津港海南区（雑賀埼灯台の南南東方約5.6キロメートル）
- 紀伊堺港沖灯浮標 田辺沖ノ島灯台（和歌山県田辺市）の北北東方約2.1キロメートル
- 市江埼沖GPS波浪観測灯浮標 市江埼灯台（和歌山県西牟婁郡白浜町）の西北西方約23キロメートル
- 洲本沖灯浮標 友ケ島灯台（和歌山県和歌山市）の北方約8.3キロメートル
- 新宮港沖ノ八島東方灯浮標 和歌山県新宮港（新宮港南防波堤灯台の北方約330メートル）
- 新宮港灯浮標 和歌山県新宮港（新宮港南防波堤灯台の北西方約780メートル）
- 田辺港アボセ灯浮標 和歌山県田辺港内（田辺沖ノ島灯台の東方約2.5キロメートル）
- 田辺港キヌガサ灯浮標 和歌山県田辺港内（田辺沖ノ島灯台の東方約4.4キロメートル）
- 田辺港斎田埼南方灯浮標 和歌山県田辺港内（田辺沖ノ島灯台の東方約2.3キロメートル)
- 田辺港中ノ島南東灯浮標 和歌山県田辺港内（田辺沖ノ島灯台の東南東方約3.3キロメートル）
- 田辺灘島灯浮標 田辺沖ノ島灯台（和歌山県田辺市（沖ノ島））の北東方約1.2キロメートル
- 有田第1号灯浮標 和歌山県和歌山下津港有田区（紀伊宮崎ノ鼻灯台の北北東方約5.6キロメートル）
- 有田第2号灯浮標 和歌山県和歌山下津港有田区（紀伊宮崎ノ鼻灯台の北北東方約5.5キロメートル）
- 有田第4号灯浮標 和歌山県和歌山下津港有田区（紀伊宮崎ノ鼻灯台の北北東方約4.8キロメートル）
- 有田鍋磯灯浮標 和歌山県和歌山下津港有田区内（紀伊宮崎ノ鼻灯台の北北東方約3.8キロメートル）
- 和歌山北区航路第1号灯浮標 和歌山県和歌山下津港北区（和歌山北港西防波堤灯台の西北西方約1.5キロメートル）
- 和歌山北区航路第2号灯浮標 和歌山県和歌山下津港北区（和歌山北港西防波堤灯台の西北西方約1.4キロメートル）
- 和歌山北区航路第3号灯浮標 和歌山県和歌山下津港北区（和歌山北港西防波堤灯台の北西方約810メートル）
- 和歌山北区航路第4号灯浮標 和歌山県和歌山下津港北区（和歌山北港西防波堤灯台の西北西方約690メートル）

## 導灯
- 浦神港導灯（後灯） 和歌山県東牟婁郡那智勝浦町（前灯の西方約92メートル）
- 浦神港導灯（前灯） 和歌山県東牟婁郡那智勝浦町（岩屋鼻）
- 紀伊由良港重山導灯（後灯） 和歌山県日高郡由良町（重山）
- 紀伊由良港重山導灯（前灯） 和歌山県日高郡由良町（重山）
- 紀伊由良港方杭導灯（後灯） 和歌山県日高郡日高町（方杭埼）
- 紀伊由良港方杭導灯（前灯） 和歌山県日高郡日高町（方杭埼）
- 斎田山導灯（後灯） 和歌山県田辺市（前灯の西北西方約80メートル）
- 袋港第1号導灯（後灯） 和歌山県西牟婁郡串本町（前灯の東北東方約39メートル）
- 袋港第1号導灯（前灯） 和歌山県西牟婁郡串本町（砥埼の南東方約1.0キロメートル）
- 袋港第2号導灯（後灯） 和歌山県西牟婁郡串本町（前灯の北北東方約27メートル）
- 袋港第2号導灯（前灯） 和歌山県西牟婁郡串本町（袋港西側の三角点（44）の北北西方約370メートル）
- 袋港導灯（後灯） 和歌山県東牟婁郡串本町（前灯の東北東方約39メートル）
- 袋港導灯（前灯） 和歌山県東牟婁郡串本町（袋港東側三角点（四七）の南方約550メートル）
- 田辺港磯間導灯（後灯） 和歌山県田辺港（前灯の東北東方約160メートル）
- 田辺港磯間導灯（前灯） 和歌山県田辺港（田辺港湊西防波堤灯台の北方約130メートル）
- 田辺港黒埼導灯 和歌山県田辺市（黒埼）
- 田辺港黒埼導灯（後灯） 和歌山県田辺市（前灯の東南東方約56メートル）
- 田辺港黒埼導灯（前灯） 和歌山県田辺市（黒埼）
- 田辺港斎田山導灯（後灯） 和歌山県田辺市（前灯の西北西方約77メートル）
- 田辺港斎田山導灯（前灯） 和歌山県田辺市（田辺港江川東防波堤灯台の西方約640メートル）
- 田辺港大浜導灯（後灯） 和歌山県田辺市（前灯の東北東方約190メートル）
- 田辺港大浜導灯（前灯） 和歌山県田辺港（田辺港江川東防波堤灯台の東方約970メートル）

## 灯標
- 紀伊海鹿島灯標 紀伊日ノ御埼灯台（和歌山県日高郡美浜町）の北方約11キロメートル
- 紀伊由良港ムロノキ鼻灯標 和歌山県日高郡日高町（ムロノキ鼻）
- 神楽島南方灯標 和歌山県田辺港（番所鼻灯台の東北東方約3.8キロメートル）
- 鷹島南方灯標 紀伊宮崎ノ鼻灯台（和歌山県有田市）の南南東方約7.9キロメートル
- 中磯灯標 和歌山県日高郡日高町（産湯埼）の西方約800メートル
- 目津埼南方灯標 和歌山県日高郡南部町（番所鼻灯台の北北西方約8.2キロメートル）

## 橋梁灯
- くしもと大橋橋梁灯（C1灯） 苗我島灯台（和歌山県東牟婁郡串本町）の北方約190メートル
- くしもと大橋橋梁灯（C2灯） 苗我島灯台（和歌山県東牟婁郡串本町）の北方約200メートル
- くしもと大橋橋梁灯（L1灯） くしもと大橋橋梁灯（C1灯）の南西方約51メートル
- くしもと大橋橋梁灯（L2灯） くしもと大橋橋梁灯（C2灯）の南西方約51メートル
- くしもと大橋橋梁灯（R1灯） くしもと大橋橋梁灯（C1灯）の北東方約51メートル
- くしもと大橋橋梁灯（R2灯） くしもと大橋橋梁灯（C2灯）の北東方約51メートル
- 青岸橋橋梁灯（C1灯） 和歌山県和歌山下津港和歌山区（和歌山南防波堤灯台の東北東方約1.0キロメートル）
- 青岸橋橋梁灯（C2灯） 和歌山県和歌山下津港和歌山区（和歌山南防波堤灯台の東北東方約1.2キロメートル）
- 青岸橋橋梁灯（L1灯） 青岸橋橋梁灯（C1灯）の北北西方約40メートル
- 青岸橋橋梁灯（L2灯） 青岸橋橋梁灯（C2灯）の北北西方約40メートル
- 青岸橋橋梁灯（R1灯） 青岸橋橋梁灯（C1灯）の南南東方約40メートル
- 青岸橋橋梁灯（R2灯） 青岸橋橋梁灯（C2灯）の南南東方約40メートル
- 和歌山サンブリッジ橋梁灯（L1灯） 和歌山県和歌山下津港（海南北防波堤灯台の北方約1.4キロメートル）
- 和歌山サンブリッジ橋梁灯（L2灯） 和歌山県和歌山下津港（海南北防波堤灯台の北方約1.4キロメートル）
- 和歌山サンブリッジ橋梁灯（P1灯） 和歌山サンブリッジ橋梁灯（L1灯）の東北東方約96メートル
- 和歌山サンブリッジ橋梁灯（P2灯） 和歌山サンブリッジ橋梁灯（L2灯）の東北東方約78メートル
- 和歌山サンブリッジ橋梁灯（R1灯） 和歌山サンブリッジ橋梁灯（L1灯）の西南西方約28メートル
- 和歌山サンブリッジ橋梁灯（R2灯） 和歌山サンブリッジ橋梁灯（L2灯）の西南西方約28メートル
- 和歌山ムーンブリッジ橋梁灯（L1灯） 和歌山県和歌山下津港（海南北防波堤灯台の北北東方約930メートル）
- 和歌山ムーンブリッジ橋梁灯（L2灯） 和歌山県和歌山下津港（海南北防波堤灯台の北北東方約950メートル）
- 和歌山ムーンブリッジ橋梁灯（P1灯） 和歌山ムーンブリッジ橋梁灯（L1灯）の西南西方約53メートル
- 和歌山ムーンブリッジ橋梁灯（P2灯） 和歌山ムーンブリッジ橋梁灯（L2灯）の西南西方約66メートル
- 和歌山ムーンブリッジ橋梁灯（P3灯） 和歌山ムーンブリッジ橋梁灯（L1灯）の東北東方約110メートル
- 和歌山ムーンブリッジ橋梁灯（P4灯） 和歌山ムーンブリッジ橋梁灯（L2灯）の東北東方約95メートル
- 和歌山ムーンブリッジ橋梁灯（R1灯） 和歌山ムーンブリッジ橋梁灯（L1灯）の東北東方約44メートル
- 和歌山ムーンブリッジ橋梁灯（R2灯） 和歌山ムーンブリッジ橋梁灯（L2灯）の東北東方約51メートル
- 和歌山ムーンブリッジ橋梁灯（R2灯） 和歌山ムーンブリッジ橋梁灯（L2灯）の東北東方約51メートル

## 橋梁標
- くしもと大橋橋梁標（C1標） 苗我島灯台（和歌山県西牟婁郡串本町）の北方約190メートル
- くしもと大橋橋梁標（C2標） 苗我島灯台（和歌山県西牟婁郡串本町）の北方約200メートル
- くしもと大橋橋梁標（L1標） くしもと大橋橋梁標（C1標）の南西方約51メートル
- くしもと大橋橋梁標（L2標） くしもと大橋橋梁標（C2標）の南西方約51メートル
- くしもと大橋橋梁標（R1標） くしもと大橋橋梁標（C1標）の北東方約51メートル
- くしもと大橋橋梁標（R2標） くしもと大橋橋梁標（C2標）の北東方約51メートル

## 無線方位信号所
- 紀伊日ノ御埼無線方位信号所 和歌山県日高郡美浜町（日ノ御埼）
- 洲本沖無線方位信号所 友ケ島灯台（和歌山県和歌山市）の北方約8.3キロメートル
- 潮岬無線方位信号所 和歌山県西牟婁郡串本町（潮岬）

## シーバース灯
- 和歌山下津港海南石油精製大崎シーバース灯 和歌山県和歌山下津港外港（ツブネ鼻灯台の北北西方約300メートル）
- 和歌山下津港有田東燃シーバース灯 和歌山県和歌山下津港有田区（ツブネ鼻灯台の南南西方約2.3キロメートル）
- 和歌山下津港有田東燃ゼネラル石油シーバース灯 和歌山県和歌山下津港有田区（ツブネ鼻灯台の南南西方約2.3キロメートル）
- 和歌山下津港和歌山石油精製大崎シーバース灯 和歌山県和歌山下津港外港内（ツブネ鼻灯台の北北西方約300メートル）

## その他
- 京都大学田辺中島高潮観測塔灯 番所鼻灯台（和歌山県西牟婁郡白浜町）の北方約1.8キロメートル
- 周参見港天神山下指向灯 和歌山県西牟婁郡すさみ町（天神山下）